# Pristimantis leoni
Pristimantis leoni är en groddjursart som först beskrevs av Lynch 1976.  Pristimantis leoni ingår i släktet Pristimantis och familjen Strabomantidae. IUCN kategoriserar arten globalt som livskraftig. Inga underarter finns listade i Catalogue of Life.